# 陕西荚蒾
陕西荚蒾（学名：Viburnum schensianum）为五福花科荚蒾属的植物，为中国的特有植物。分布在中国大陆的山东、湖北、山西、河南、陕西、四川、河北、甘肃、江苏等地，生长于海拔700米至2,200米的地区，见于松林下、山谷混交林以及山坡灌丛中，目前尚未由人工引种栽培。

## 别名
土栾树（救荒本草） 土栾条、冬栾条（陇海沿线树产目录）

## 异名
- Viburnum schensianum Maxim. ssp. chekiangense Hsu et P. L. Chiu